# オオブタクサ
オオブタクサ（大豚草、学名: Ambrosia trifida）は、キク科ブタクサ属の一年草。葉の形からクワモドキとも呼ばれる。北米原産で、日本では帰化植物の一つ。特に河川敷に多く見られ、掌状に裂けた大きな葉が特徴である。雌雄同株の風媒花で、ブタクサと同様に花粉症を引き起こす原因となる。中国名は、三裂葉豚草。

## 分布と生育地
北アメリカ原産。1952年に日本に侵入した帰化植物で、北海道、本州、四国、九州に分布している。河川敷や荒地などに大群落をつくっている。日本への侵入は、1953年に杉本順一が静岡県で、久内清孝が千葉県で見いだされたものが、ほぼ同時に報告されていて、その後はたちまち全国に分布が広がっている。日本への侵入経路としては、アメリカから輸入した大豆に付着したオオブタクサの種子が、豆腐屋などで廃棄され発芽したものといわれている。

## 特徴

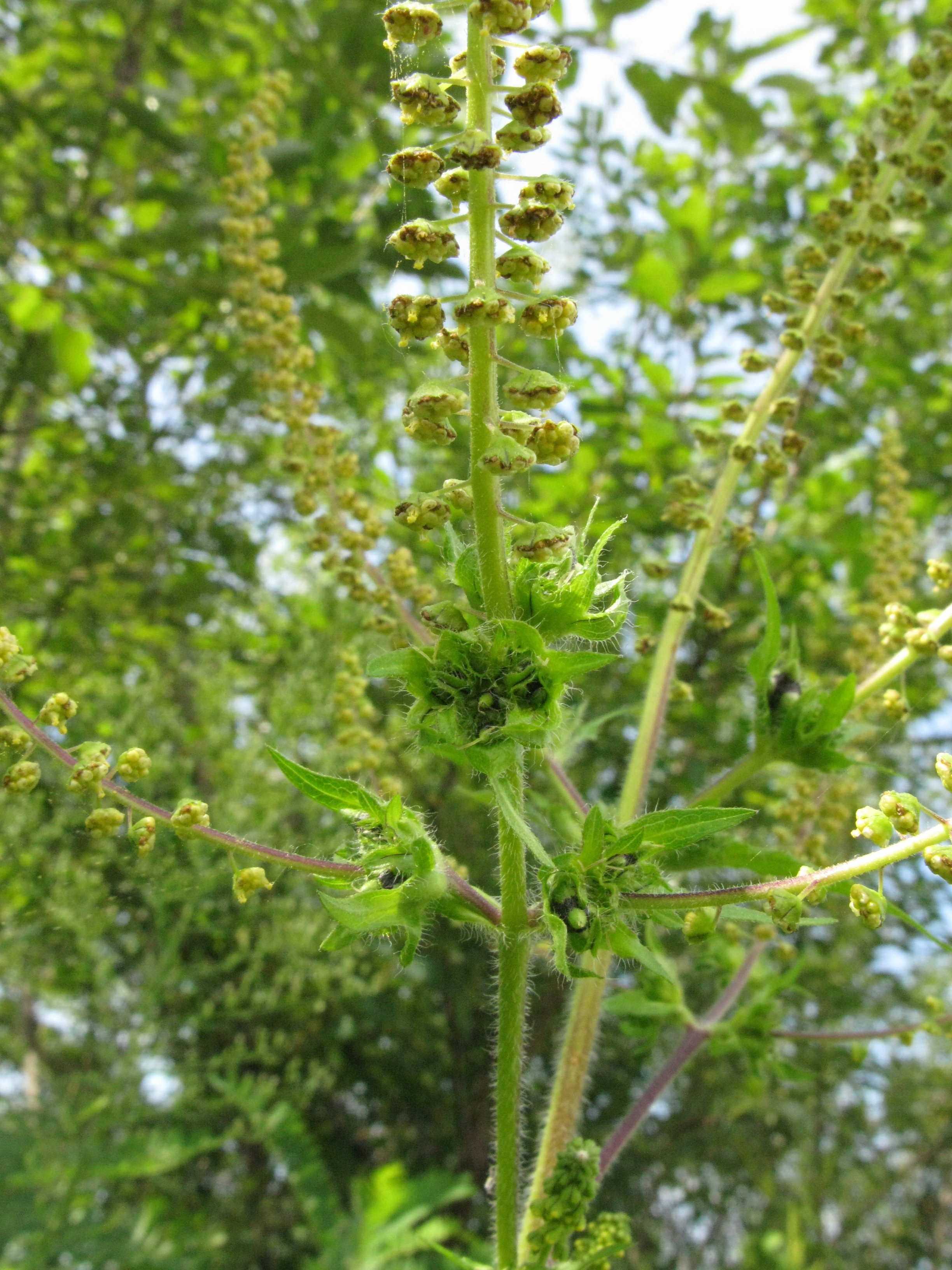
茎の上部に雄頭花が総状につき、その下に雌頭花がつく

大型の一年生草本。茎は直立して、高さは50 - 300センチメートル (cm) に達する。茎には毛が多くあり、枝が分かれて大きな株になる。葉は茎に長い柄とつけて対生し、長さと幅共に20 - 30 cm、形は掌状に3から7裂して裂片は細長く尖り、クワの葉に似ている。葉の両面共ざらつく。ときに葉が楕円形で分裂しないものがあり、マルバクワモドキの名でよばれることがある。
花期は秋（8月から9月）。頭状花（頭花）。雌雄異花で、茎の上部に穂状の雄の頭花がつき、その下の基部に雌の頭花がつく。花のつきかたや構造は、ブタクサと変わらない。
果実は硬化した総苞に包まれた偽果となり、長さは5 - 10ミリメートル (mm) 、中央はくちばし状になり、その周りの基部に4 - 8個の針状の突起がある。
同じ属の帰化植物であるブタクサとともに花粉症の原因として知られ、日本国内ではスギ、ヒノキに次ぐ患者数が存在するとされる。アメリカでは全人口の5〜15%がブタクサ花粉症との統計がある。